# Olempolos
Olempolos är en ö i Kenya.   Den ligger i länet Kajiado, i den sydvästra delen av landet, 80 km sydväst om huvudstaden Nairobi.